# 肯伍德 (密蘇里州)
肯伍德（英語：Kenwood）是位於美國密蘇里州諾克斯縣的非建制地區。

## 歷史
肯伍德的郵局於1890年設立，其後於1936年停運。

## 地理
肯伍德所處的海拔為高於海平面239米（即784英呎），而該地所採用的時區為UTC-6，即北美中部時區（CST）。同時該地設有夏令時間，為UTC-6調快一小時，即UTC-5（CDT）。